# Selbach (Sieg)

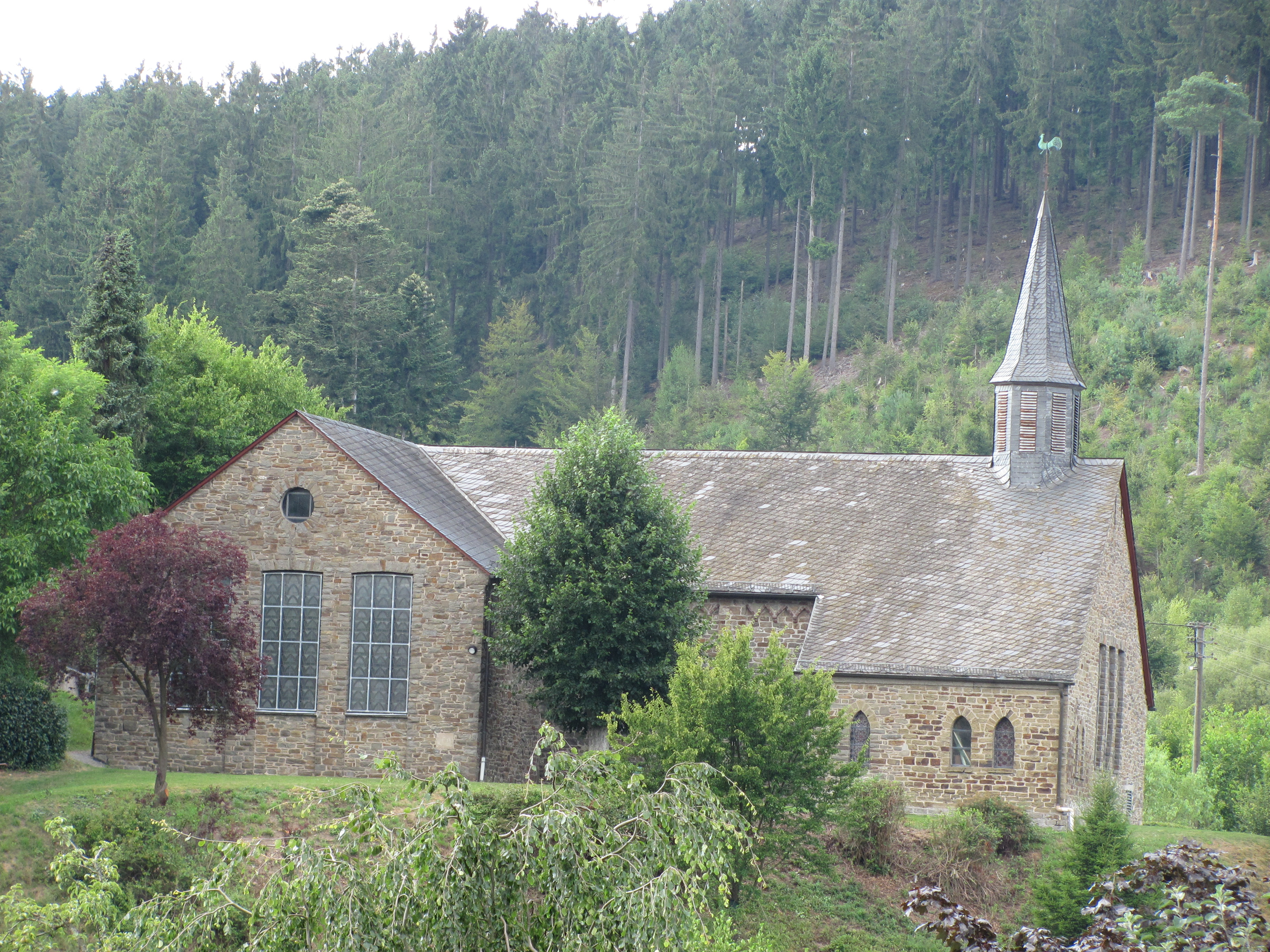
Die St.-Anna-Kirche in Selbach ist der Mittelpunkt des Dorfes.

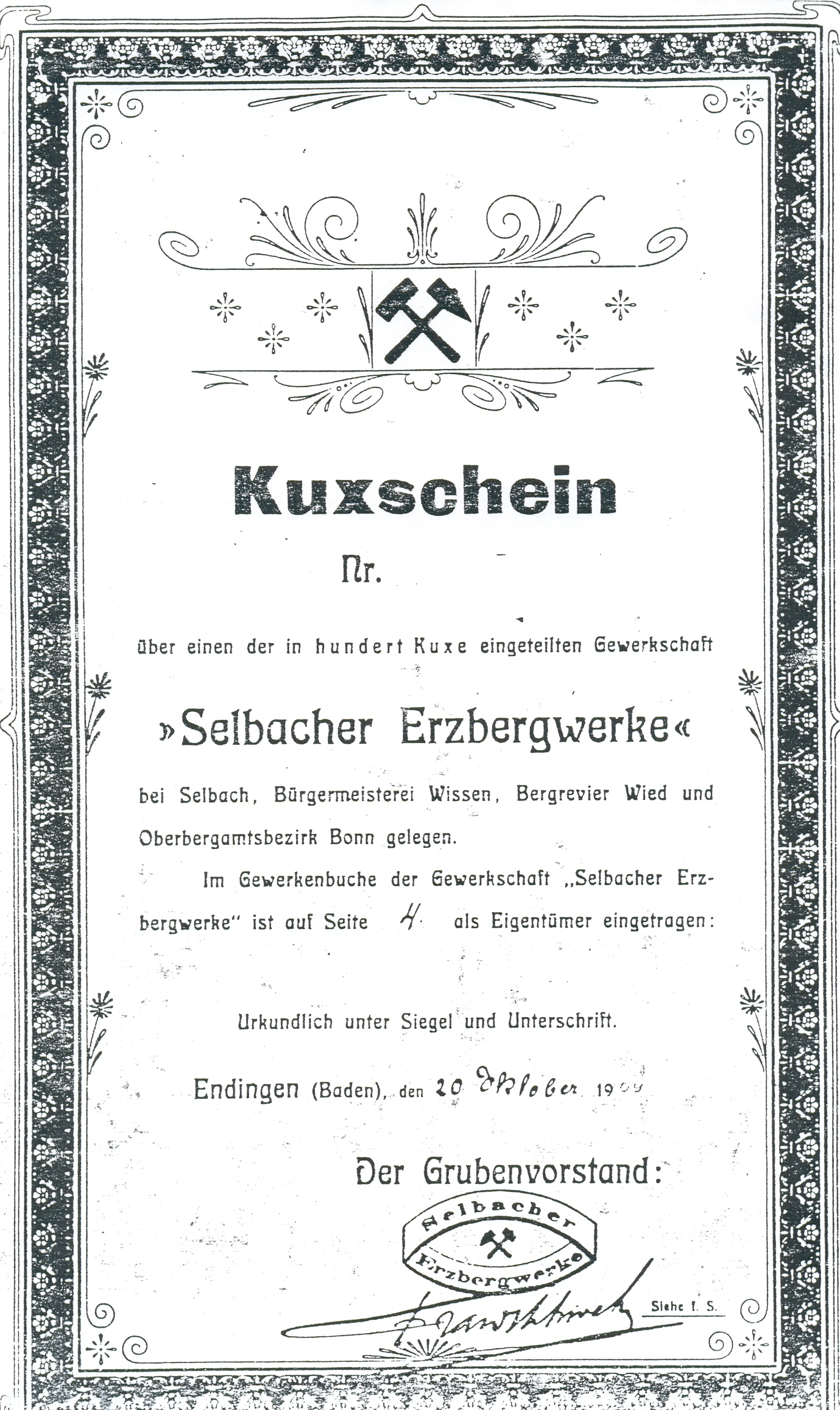
Kuxschein (Anteilsschein) der Selbacher Erzbergwerke Anfang des 20. Jh.

Selbach (Sieg) ist eine Ortsgemeinde im Landkreis Altenkirchen in Rheinland-Pfalz. Sie gehört der Verbandsgemeinde Wissen im nördlichen Westerwald an.

## Geographie
Selbach liegt etwa 4 km südöstlich der Stadt Wissen und 3 km westlich von Gebhardshain. Die Gemarkung ist 3,66 km² groß, etwa 57 % der Gesamtfläche ist Wald.
Zur Ortsgemeinde Selbach (Sieg) gehören die Ortsteile Selbach, Brunken und Kirchseifen sowie der Weiler Neuhöfchen. Teile von Kirchseifen und Neuhöfchen liegen auf dem Stadtgebiet von Wissen.
Der Hauptort Selbach liegt in einem ruhigen Tal, in dem fünf Bäche fließen, die anderen Ortsteile befinden sich auf teilweise plateauartigen Lagen.

## Geschichte
Selbach wurde 1395 erstmals urkundlich erwähnt. Bis 1815 war der Ort landesherrlich dreigeteilt, er gehörte teilweise zu Sayn-Altenkirchen, zu Sayn-Hachenburg und zur kurkölnischen Unterherrschaft Schönstein. 1815 wurde ganz Selbach preußisch.
Am 1. Mai 1973 wurde die Gemeinde von „Selbach, Amt Wissen“ in „Selbach (Sieg)“ umbenannt.
Seit Jahrhunderten wird in Selbach eine besondere Form der Waldwirtschaft betrieben: Fünf altrechtliche Waldgenossenschaften (Hauberggenossenschaften und Waldinteressentenschaften) bewirtschaften rund 144 Hektar Wald. Die stockausschlagfähigen Niederwälder sind landschaftsprägend. Die Produktvielfalt der Hauberge stellte über Generationen hinweg eine wichtige Lebensgrundlage für die Dorfbevölkerung dar.
Der Bergbau bestimmte lange Zeit das Arbeitsleben. Aus zahlreichen Gruben und Stollen in den Hängen rund um den Ort förderten die Bergmänner Eisen-, aber auch Kupfer-, Zink- und Bleierze. Eingestellt wurde der Bergbau Anfang der 1930er Jahre. Man vermutet, dass bereits die Kelten Eisenverhüttung um Selbach herum betrieben hatten – unter anderem deutet alte Schlacke in der Umgebung darauf hin.
Bevölkerungsentwicklung
Die Entwicklung der Einwohnerzahl von Selbach (Sieg), die Werte von 1871 bis 1987 beruhen auf Volkszählungen:
| Jahr | Einwohner |
| ---- | --------- |
| 1579 | 3 Häuser  |
| 1669 | 3 Räuche  |
| 1714 | 7 Männer  |
| 1793 | 44        |
| 1815 | 191       |
| 1835 | 274       |
| 1871 | 415       |
| 1905 | 396       |
| 1939 | 513       |

| Jahr | Einwohner |
| ---- | --------- |
| 1950 | 546       |
| 1961 | 598       |
| 1970 | 672       |
| 1987 | 664       |
| 1997 | 805       |
| 2005 | 854       |
| 2011 | 784       |
| 2017 | 777       |
| 2023 | 780       |

## Politik

### Gemeinderat
Der Gemeinderat in Selbach (Sieg) besteht aus zwölf Ratsmitgliedern, die bei der Kommunalwahl am 9. Juni 2024 erneut in einer Mehrheitswahl gewählt wurden, und dem ehrenamtlichen Ortsbürgermeister als Vorsitzendem. Bis zur Wahl 2014 wurde in einer personalisierten Verhältniswahl gewählt, da mehrere Listen angetreten waren.
Die Sitzverteilung im Gemeinderat:
| Wahl | CDU               | FWG               | WGR               | Gesamt   |
| ---- | ----------------- | ----------------- | ----------------- | -------- |
| 2024 | per Mehrheitswahl | per Mehrheitswahl | per Mehrheitswahl | 12 Sitze |
| 2019 | per Mehrheitswahl | per Mehrheitswahl | per Mehrheitswahl | 12 Sitze |
| 2014 | –                 | 7                 | 5                 | 12 Sitze |
| 2009 | 4                 | 8                 | –                 | 12 Sitze |
| 2004 | 5                 | 7                 | –                 | 12 Sitze |

- FWG = Freie Wählergruppe Selbach e. V.

### Bürgermeister
Ortsbürgermeister von Selbach ist Matthias Grohs. Bei der Direktwahl am 26. Mai 2019 wurde er mit einem Stimmenanteil von 90,76 % gewählt und damit Nachfolger von Reiner Dietershagen, der nach 20 Jahren im Amt nicht erneut angetreten war. Bei der Direktwahl am 9. Juni 2024 wurde Grohs als einziger Bewerber mit 86,5 % für weitere fünf Jahre in seinem Amt bestätigt.

### Wappen
| Wappen von Selbach | Blasonierung: „In Grün eine gestürzte eingebogene silberne Spitze, darin ein durchgehendes schwarzes Kreuz, belegt mit vier silbernen Scheiben im Vierpass, darin eine rote Rose mit grünen Kelchblättern und goldenem Butzen, vorn und hinten ein goldbordierter roter Wellenbalken, darin vorn zwei schräggekreuzte goldene Lohschäler, hinten schräggekreuzte goldene Hammer und Schlegel.“ |
| Wappen von Selbach | |

## Kultur und Sehenswürdigkeiten
Ein reges Vereinsleben trägt wesentlich zur Lebensqualität im Ort bei: Mehrere Sportvereine, eine Schützenbruderschaft, ein Musikverein, ein Kirchenbauverein sowie ein Förderverein für das Dorf sind die Kulturträger Selbachs.
Ein Bachlehrpfad, mit dem zweiten Preis im Landeswettbewerb „Kinder- und jugendfreundliche Dorferneuerung“ ausgezeichnet, ermöglicht die direkte Erfahrung der Bachfauna und -flora am Selbach. Der Lehrpfad beginnt in der Wiesenstraße in Selbach, ist etwa 4 km lang und endet am Quellgebiet des Selbachs. Rund ein Dutzend Lehrtafeln informieren über die hiesige Tier- und Pflanzenwelt und die Ökosysteme Wald und Fließgewässer.
Die traditionelle Haubergbewirtschaftung ist auch heute noch eine feste Kulturgröße in dem Fünf-Bäche-Dorf, so bestimmt die Brennholzproduktion den Jahresverlauf vieler Bürger. Zahlreiche Wanderwege verlaufen durch die Wälder.
Auf dem Kapellenberg stand seit jeher eine Fachwerkkapelle, bevor dort 1861 die katholische Kirche St. Anna aus Grauwacke-Bruchsteinen erbaut wurde. Das schmucke Gotteshaus wurde 1952 grundlegend neu errichtet. Alljährlich findet zu Ehren der Heiligen Anna eine Prozession durch den Ort statt.

## Wirtschaft und Infrastruktur
In Selbach frequentieren relativ eng getaktete öffentliche Buslinien; eine Landesstraße (L289) und zwei Kreisstraßen (K123 und K130) verbinden den Ort mit dem Umland. Der RegioBahnhof in Wissen bietet schnelle Zugverbindungen nach Siegen, Köln und Aachen.
Im Ort befinden sich ein Baustoffhandel sowie einige kleinere Gewerbe- und Dienstleistungsbetriebe, außerdem zwei Pferdehöfe und eine Nebenerwerbslandwirtschaft.
Schulen, Ärzte und zahlreiche Einkaufsmöglichkeiten bietet das 4 km entfernte Mittelzentrum Wissen.